# Bambi: The Reckoning
Bambi: The Reckoning is een Britse horrorfilm uit 2025 geregisseerd door Dan Allen. De film is een horrorbewerking van het kinderboek Bambi uit 1923 van Felix Salten. Het is de vierde film in de filmreeks The Twisted Childhood Universe. De film ging op 25 juli 2025 in première.

## Verhaal
De film volgt Xana en haar zoon Benji die met de auto onderweg zijn door een bebost gebied. Wanneer de twee een auto-ongeluk krijgen, komen ze vast te zitten in het bos. Dit blijkt later niet hun enige probleem te zijn, als ze ook nog opgejaagd worden door het moordlustige en doorgedraaide hert Bambi waaraan ze moeten proberen te ontsnappen. 

## Rolverdeling
| acteur                | personage |
| --------------------- | --------- |
| Roxanne McKee         | Xana      |
| Tom Mulheron          | Benji     |
| Nicola Wright         | Mary      |
| Samira Mightly        | Harriet   |
| Alex Cooke            | Simon     |
| Russel Geoffrey Banks | Andrew    |
| Joseph Greenwood      | Harrison  |
| Catherine Adams       | Jo        |
| Ewan Borthwick        | Eddie     |
| David Ambler          | Rob       |
| Luke Cavendish        | Joshua    |
| Big Tobz              | Tyler     |
| Adrian Relph          | Michael   |

## Achtergrond
De film werd geregisseerd door Dan Allen en geproduceerd door Rhys Frake-Waterfield en Scott Jeffrey. Het scenario van de film werd geschreven door Rhys Warrington en is een horrorbewerking van het kinderboek Bambi van schrijver Felix Salten uit 1923. De opnames van de film vonden plaats in januari 2024 in Londen, Engeland. Hoofdrollen in de film waren weggelegd voor onder anderen Roxanne McKee, Tom Mulheron, Nicola Wright en Samira Mightly.

## Release
In april 2024 werd de eerste teaser van de film uitgebracht. Elf maanden later, op 5 maart 2025, werd deze opgevolgd door de eerste trailer van de film. Bambi: The Reckoning ging op 25 juli 2025 in de Verenigde Staten in première en dient als vierde film in de filmreeks The Twisted Childhood Universe. De film staat gepland om op 21 augustus 2025 in de Nederlandse bioscopen uitgebracht te worden.